# 林憶蓮
林 憶蓮（サンディー・ラム、Sandy Lam、lin yi lian、1966年4月26日 - ）は、香港のポップス歌手。

## プロフィール
香港出身の女優・歌手。身長159cm、体重48kg。両親が民族楽器奏者と歌手という環境に育つ。高校時代の1982年、香港商業電台で音楽番組のアルバイトＤＪを始める。1984年の卒業と同時に正式DJとなり、新力唱片と契約し歌手デビュー。当初はアイドル歌手路線だったが、1987年の3rdアルバム『憶蓮』から自分でアレンジを手がけるようになり、同年リリースした4枚目の『灰色』と共に大ヒットする。1990年、初の北京語アルバム『愛上一個不回家的人』を台湾でリリースし、台湾への進出を果たし60万枚を売り上げる。1991年、日本でのソロコンサートを成功させ、1993年には、アミューズと契約し、1994〜1995年は日本語アルバムもリリース。繊細な歌唱力だけでなくメイクやファッションリーダーとしても中華圏で絶大な支持を得る。1996年からプロデュースを依頼していた李宗盛（ジョナサン·リー）と1998年に結婚したが、2004年に離婚した。結婚後は香港からは遠のいていたが、2005年9月に正式に復帰した。
1990年発売のアルバム『愛上一個不回家的人』の台湾・中国本土などでの売上は累計200万枚に達する。

## アルバム
- 林憶蓮（1985年）
- 放縱（1986年）
- 憶蓮（1987年）
- 灰色（1987年）
- Ready（1988年）
- 都市觸覺 Part I City Rhythm（1988年）
- 都市觸覺 Part II 逃離鋼筋森林（1989年）
- 都市觸覺 Part III Faces And Places（1990年）
- 愛上一個不回家的人（1990年）
- 夢了、瘋了、倦了（1991年）
- 都市心（1991年）
- 野花（1991年）
- 回來愛的身邊（1992年）
- 不如重新開始（1993年）
- 不必在乎我是誰（1993年）
- Simple（1994年）
- Sandy '94（1994年）
- Love, Sandy（1995年）
- Open Up（1995年）
- I Swear（1996年）
- 夜太黑（1996年）
- Love Returns（1996年）
- Wonderful World（1997年）
- 鏗鏘玫瑰（1999年）
- 林憶蓮's（2000年）
- 2001蓮（2000年）
- 原來…（2001年）
- Encore（2002年）
- 本色（2005年）
- 呼吸（2006年）
- 蓋亞（2012年）
- Re:Workz（2014年）
- 陪着我走 in Search of Lost Time（2016年）
- 《0》(2018年)

## 代表曲
- 至少還有你[2]
- 愛上一個不回家的人[3]

日本語曲
- だからって…（1993年10月27日発売。テレビドラマ『徹底的に愛は…』挿入歌）
- どうしてよ（1994年2月9日発売）

## 出演

### 映画
- 聖誕快樂（1984年）
- レスリー・チャン あの日にかえりたい（1985年）
- 冒牌大賊（1986年）
- バンパイアコップ2（1988年）
- 群龍奪寶（1988年）
- 繼續跳舞（1988年）
- 打工狂想曲（1989年）
- 愛と欲望の街 上海セレナーデ（1990年）

### テレビドラマ
- 左鄰右里（1984年）
- 同居三人組（1990年）

### 声の出演
- おもひでぽろぽろ 広東語吹き替え - 岡島タエ子